# 宣义郡
宣义郡，中国南北朝时设置的郡。
北魏孝昌中置，治所在北平县（今河南省方城县东南）。后改名北南阳郡，下辖二县：北平县、白水县。州治。西魏废。